# Inabao
Inabao ou In Abao  est une commune située dans le département de Tin-Akoff, dans la province d'Oudalan, région du Sahel, au Burkina Faso.
La commune est située à 5 km de la frontière avec le Mali. La mare d'Inabao, dont l'extrême Nord constitue la frontière, est l'objet d'un long différend frontalier, en raison des sources divergentes relatives à sa localisation. 

## Géographie
Inabao est située à la limite administrative entre le Soudan français et la Haute-Volta (devenue après la période coloniale la frontière entre le Burkina Faso et la République du Mali). Le centre du village est à 5 km de la frontière entre le Burkina Faso et le Mali. La rivière Béli est situé à 5 km du village.
Un différend frontalier concerne la mare d'Inabao, notamment car « sa situation relative par rapport à celle d'In Kacham est incertaine ». Cette question fait l'objet d'un rapport de la Cour internationale de justice en 2007.

## Histoire
Dans sa lettre du 19 février 1935, décrivant partiellement la région de Soum, le gouverneur général de l'Afrique-Occidentale française décrit le tracé de la frontière administrative par ces mots « la limite [...] passe par [...] la pointe nord de la mare d’In Abao, le sommet des monts Tin Eoult et Tabakarach [...] ».
En 1940, Inabao est le point de rencontre avec le chef du goum Rharous, après entente avec les cercles Dori et Gao, point choisi pour la liaison trimestrielle entre trois circonscriptions, liaison décidée lors de l'entrevue d'Hombori datée du 1er mai 1940.
En 2012, d'après le média LeFaso.net, plus de 4 000 réfugiés Maliens franchissent la frontière et arrivent au Burkina par Inabao, pour fuir la rébellion touarègue. Cette migration est difficile à gérer pour la population autochtone d'Inabao, en raison de l'insécurité alimentaire découlant de la sécheresse de 2011, et de la concurrence pour l'accès aux terrains de pâturage et à l'eau. La tradition d'hospitalité et les bonnes relations entre les populations nomades de chaque côté de la frontière font que la population d'Inabao, qui a l'habitude de traverser la frontière avec le Mali pour effectuer des récoltes, réserve un bon accueil aux réfugiés Maliens. Ces réfugiés ne s'installent pas dans des « camps », mais dans des abris de fortune répartis dans le village et ses alentours. Certains habitants d'Inabao cèdent temporairement leur maison à des familles de réfugiés. 
Le 27 avril 2017, deux agents de la direction régionale de l'eau pour la région du Sahel sont enlevés à Inabao. Ils sont retrouvés vivants le même jour, les ravisseurs ayant seulement volé leur véhicule.

## Économie
L'économie d'Inabao repose sur l'agriculture et l'élevage.
Le village dispose, en 2012, d'une unique pompe à eau.
La sécheresse de 2011 a placé le village en insécurité alimentaire.
Inabao dispose d'une place du marché.

## Administration coutumière
En 2012, Hamidou Ag Imanikinanen est à la fois le conseiller municipal, le chef du village et le président de l’Association des parents d’élèves d'Inabao.

## Santé et éducation
Pour les campagnes de vaccinations, Inabao dépend du centre de santé et de promotion sociale de Kacham-Ouest.